# Prao
Prao (praktisk arbetslivsorientering; tidigare pryo, praktisk yrkeslivsorientering) innebär att svenska elever i årskurs 8 tillbringar minst 10 dagar på en arbetsplats vilket är obligatoriskt sedan 2019. Prao är obligatoriskt även för elever i anpassad grundskola, men dessa omfattas inte av kravet på minst 10 dagar. I gymnasiet ersätts prao med APL (Arbetsplatsförlagt lärande).

## Historia
Prao har sin grund i 1960-talets utbildningsreformer, då det ansågs nödvändigt att ge skolan en tydligare samhällsförankring. Elever i slutet av grundskolan stod då ofta nära yrkeslivet, eftersom få läste vidare.
I sitt tal under politikerveckan i Järva den 12 juni 2017 kungjorde utbildningsminister Gustav Fridolin att regeringen lagt fram ett förslag om obligatorisk prao i grundskolan.

## Syfte och arbetsuppgifter
Syftet med prao är att ge eleven kunskaper om arbetslivet. Det kan även vara ett stöd för elevens kommande studie- och yrkesval samt stödja den personliga utvecklingen. Elevers behov av kunskaper och medvetenhet om sig själv samt om samhälle och arbete bör stå i centrum. Verksamheten skall syfta till att så långt som möjligt hjälpa eleverna bland annat med följande:
- Orientera sig om arbetets betydelse för människan och samhället, om olika arbetsplatser, arbetsmiljöer och arbetsuppgifter.

- Få erfarenhet om de villkor för demokrati, inflytande och ansvar som finns i arbetslivet.

- Lära sig förstå de normer och regler som gäller i arbetslivet.

- Öka elevernas kännedom och motverka begränsningar i studie- och yrkesval som beror på könsrollstänkande, statustänkande och social/kulturell bakgrund.

Arbetsmiljöverket om prao och APU: 
| ” | Arbetsuppgifter; Här gäller i stort sett samma regler som vid val av arbetsuppgifter vid till exempel sommarjobb. Arbetsuppgiften ska alltså anpassas efter elevens ålder och mognad. Vid prao får endast lättare och riskfritt arbete förekomma. Riskfyllda arbetsuppgifter (bilaga 1 och 2 i föreskrifterna om minderåriga) får inte förekomma. | „ |

## Debatt
Under år 2006 kritiserade Arbetsmiljöverket prao för bristfällig arbetsmiljö. Det medförde att allt fler kommuner avskaffade eller begränsade prao i början av 2000-talet.

Svenskt Näringsliv ansåg 2008 att prao var viktigare än någonsin. 
| ” | - Se praons värde, kapitulera inte inför dåligt underbyggda argument och sätt in resurser för att utveckla praon, säger Anders Lovén, universitetslektor och fil dr i pedagogik. Anders Lovén skräder inte orden när han kommenterar uttalanden om att prao har spelat ut sin roll. – Lärarförbundet med flera säger att verksamheten är otidsenlig och att många av dagens arbetsplatser är osynliga, eftersom människor sitter framför datorer eller i sammanträden. Det är retoriska lågvattenmärken! <...> Prao har specifika värden, som andra kontakter med arbetslivet inte ger. Inget annat överträffar att vistas på en arbetsplats, vara del i ett lag och ha vuxenkontakt under minst en veckas tid, menar Anders Lovén. – Det finns väldigt lite sommarjobb för ungdomar nu för tiden och ingen arbetsmarknad för 15-18-åringar. I en tid när en hel generation kommer i kontakt med arbetslivet först efter 20 års ålder, är praktisk arbetslivsorientering viktigare än någonsin, understryker Anders Lovén. Han är därför inte imponerad av skolor som väljer bort prao och istället inför andra aktiviteter. – De senaste årens satsningar på entreprenöriellt lärande är lovvärt och även projekt med riktade studiebesök eller fadderföretag. Men de kan aldrig ersätta prao, utan bara vara viktiga kompletteringar. | „ |